# Emperor of Sand
Emperor of Sand sedmi je studijski album američkog heavy metal-sastava Mastodon. Diskografska kuća Reprise Records objavila ga je 31. ožujka 2017. Pjesma „Show Yourself”, objavljena kao prvi singl s albuma, pojavila se na četvrtom mjestu Billboardove ljestvice Mainstream Rock. „Steambreather”, drugi singl, dosegao je 18. mjesto na istoj ljestvici. Uradak je uvršten na nekoliko popisa najboljih glazbenih izdanja te godine, a pojavio se na trećem mjestu Independentova popisa „20 najboljih rock-albuma i metal-albuma iz 2017.”.

## O albumu
Uradak je snimljen u studiju Quarry u Atlanti i Henson Recording Studiosu u Hollywoodu, u kojem je i miksan. Članovi sastava surađivali su s producentom Brendanom O'Brienom, s kojim su radili i na albumu Crack the Skye iz 2009. Pjesme su snimali slijedeći izvorne aranžmane, a naknadno su ih dorađivali. Bubnjar Brann Dailor snimio je svoje bubnjarske dionice i počeo je skicirati stihove za pjesme dok su ostali članovi skupine snimali glazbene dionice na gitari i bas-gitari.
Scott Kelly iz sastava Neurosis i Kevin Sharp iz Brutal Trutha poimence su gostovali na pjesmama „Scorpion Breath” i „Andromeda”. Kelly je gostovao na svakom Mastodonovu studijskom albumu od uratka Leviathan (2004.) do kompilacije Medium Rarities (2020.).

## Koncept
Pjesme na Emperor of Sandu govore o pustinjskom lutalici osuđenu na smrt. U stihovima pjesama javljaju se teme smrti i preživljavanja; članovi skupine odlučili su pisati o tome kad su njihovim članovima obitelji i prijateljima dijagnosticirali rak.
Dailor je izjavio: „Na kraju priče osoba istodobno umire i nalazi spas.” Dodao je: „[Priča] govori o nošenju s rakom, nošenju s kemoterapijom i svime što je povezano s time. Nisam o tome želio pisati doslovno. Ali sve piše u [tim stihovima]. Možete čitati između redaka.”
„Razmišljamo o smrtnosti”, izjavio je Troy Sanders, basist i pjevač skupine. „Zato je album povezan s cijelom našom diskografijom, koju oblikujemo već 17 godina, ali je nastao i kao reakcija na ono što se dogodilo u protekle dvije godine. Uglavnom nas nadahnjuje ono što doista doživimo.”

## Objava
Diskografska kuća Reprise Records objavila je Emperor of Sand 31. ožujka 2017. Djelić pjesme „Sultan's Curse” objavljen je na stranicama skupine 25. siječnja 2017., a cijela je pjesma objavljena dva dana poslije. „Show Yourself”, prvi singl s albuma, objavljen je 3. veljače 2017., a drugi singl „Steambreather” objavljen je 25. kolovoza 2017.
Nakon objave albuma sastav je otišao na turneju diljem Sjedinjenih Američkih Država koja je trajala od 14. travnja do 20. svibnja 2017., a podržale su ga predgrupe Eagles of Death Metal i Russian Circles.

## Popis pjesama
Tekstovi i glazba: Mastodon. 
| 1.    | »Sultan's Curse«   | Troy Sanders, Brent Hinds, Brann Dailor | 4:09 |
| 2.    | »Show Yourself«    | Dailor, Sanders                         | 3:02 |
| 3.    | »Precious Stones«  | Hinds, Sanders                          | 3:46 |
| 4.    | »Steambreather«    | Dailor, Hinds                           | 5:03 |
| 5.    | »Roots Remain«     | Sanders, Dailor, Hinds                  | 6:28 |
| 6.    | »Word to the Wise« | Sanders, Dailor                         | 4:00 |
| 7.    | »Ancient Kingdom«  | Dailor, Sanders, Hinds                  | 4:54 |
| 8.    | »Clandestiny«      | Sanders, Hinds, Dailor                  | 4:28 |
| 9.    | »Andromeda«        | Sanders, Dailor, Kevin Sharp            | 4:05 |
| 10.   | »Scorpion Breath«  | Sanders, Scott Kelly                    | 3:19 |
| 11.   | »Jaguar God«       | Hinds, Dailor, Sanders                  | 7:56 |
| 51:10 |                    |                                         |      |

## Recenzije
Emperor of Sand dobio je uglavnom pozitivne kritike. Na Metacriticu, koji glazbenim uradcima daje ocjenu od 0 do 100 na temelju prosječne ocjene recenzenata raznih publikacija, dobio je ukupno 78 bodova na temelju 24 recenzije, što označava „uglavnom pozitivne kritike”.
Pišući za Exclaim!, Calum Slingerland dao mu je 8 bodova od njih 10 i izjavio je: „Nadahnut svojom prošlošću, ali i sadašnjošću, Mastodon odbija izumrijeti nakon gotovo dva desetljeća snimanja pjesama. Emperor of Sand istodobno je pun snažnih osjećaja i zanimljive glazbe.” Anita Bhagwandas dala mu je četiri zvjezdice od njih pet u osvrtu za NME izjavivši: „[Svijetu] metala trebao je ovaj album. Trebao mu je album koji zvuči zlokobno i žestoko te koji je veličanstveno slojevit, a Mastodonov je album upravo takav.” U recenziji za Consequence of Sound Katherine Turman izjavila je: „Od užarenih solaža u pjesmi 'Word to the Wise' do osobnih i sveopćih stihova koji nam svima bude uspomene ('The throne of maladies/It's right in front of me/Your malignancy'), Emperor of Sand bit će katarza slušateljima i, nadamo se, članovima sastava.” Rob Sayce u svojem je osvrtu za Rock Sound zaključio da „[n]ema mnogo sastava koji metal oblikuju na tako čudnovate i očaravajuće načine, a kao da nema naznaka da će im izvor presušiti.”
U recenziji za AllMusic Thom Jurek dao mu je tri i pol zvjezdice od njih pet zaključivši: „Emperor of Sand nije savršen; ne dostiže slavu prve trilogije. Međutim, svakako je [po kvaliteti] jednak The Hunteru i bolji od Once More 'Round the Suna, a pritom su [pjesme na njemu] raznovrsnije nego na bilo kojem drugom albumu [sastava]. Argumenti o kvaliteti ne bi se trebali svoditi samo na estetiku, nego bi se trebali odnositi i na proces i iskrenost, to je ono što je na kraju svega najvažnije. Kako bi ostali vjerni sebi, članovi Mastodona morali su snimiti Emperor of Sand. Nije bilo alternative. Zato je zbog važnosti, istančanosti i tereta osjećaja postao nužan dodatak njihovoj diskografiji.” Jordan Blum dao mu je sedam bodova od njih deset u osvrtu za PopMatters zaključivši da „Emperor of Sand nipošto nije loš album, ali na njemu nema mnogo toga što sastav nije već istražio [na prijašnjim uradcima].” Pišući za Pitchfork, Saby Reyes-Kulkarni izjavio je: „Mastodon nije prešao točku bez povratka u težnji za pristupačnošću. Zapravo, Emperor of Sand dokazuje da je upravo suprotno. Glazbenici često objašnjavaju gubitak oštrine govoreći o 'zrelosti'. Mastodon se slobodno može služiti tom riječju i pritom neće lagati svojim obožavateljima.”

## Zasluge
| Mastodon - Brann Dailor – bubnjevi, vokal, umjetnički direktor - Brent Hinds – glavna gitara, vokal - Bill Kelliher – gitara - Troy Sanders – bas-gitara, vokal Dodatni glazbenici - Michael Keneally – klavijatura (na pjesmi „Jaguar God”) - Scott Kelly – vokal (na pjesmi „Scorpion Breath”) - Kevin Sharp – vokal (na pjesmi „Andromeda”) | Ostalo osoblje - Brendan O'Brien – produkcija, miksanje - Tom Syrowski – miksanje, snimanje - Tom Tapley – snimanje - T. J. Elias – tonska obrada - Bryan Dimaio – tonska obrada - Billy Joe Bowers – montaža, mastering - Ivy Skoff – koordinacija produkcije - Alan Brown – ilustracija - Donny Phillips – dizajn |

## Ljestvice
| Ljestvica                    | Najviša pozicija |
| ---------------------------- | ---------------- |
| Australija                   | 3.               |
| Austrija                     | 11.              |
| Belgija (Flandrija)          | 12.              |
| Belgija (Valonija)           | 26.              |
| Finska                       | 4.               |
| Francuska                    | 60.              |
| Irska                        | 7.               |
| Italija                      | 42.              |
| Kanada                       | 4.               |
| Mađarska                     | 7.               |
| Nizozemska                   | 16.              |
| Norveška                     | 6.               |
| Novi Zeland                  | 9.               |
| Njemačka                     | 11.              |
| Poljska                      | 27.              |
| Portugal                     | 10.              |
| SAD (Billboard 200)          | 7.               |
| SAD (Top Alternative Albums) | 1.               |
| SAD (Top Hard Rock Albums)   | 1.               |
| SAD (Top Rock Albums)        | 1.               |
| SAD (Top Tastemakers)        | 1.               |
| Škotska                      | 6.               |
| Španjolska                   | 18.              |
| Švedska                      | 5.               |
| Švicarska                    | 13.              |
| Ujedinjeno Kraljevstvo       | 11.              |